# Ballia (distrikt)
Ballia är ett distrikt i den indiska delstaten Uttar Pradesh, och hade 2 761 620 invånare år 2001 på en yta av 2 981 km². Det gör en befolkningsdensitet på 926,4 inv/km². Den administrativa huvudorten är staden Ballia. De största religionerna är hinduism (93,16 %) och islam (6,57 %).

## Administrativ indelning
Distriktet är indelat i sex kommunliknande enheter, tehsils:
- Bairia, Ballia, Bansdih, Belthara Road, Rasra, Sikanderpur

## Städer
Distriktets städer är huvudorten Ballia samt Bansdih, Belthara Road, Chitbara Gaon, Maniyar, Rasra, Reoti, Sahatwar och Sikanderpur.
Urbaniseringsgraden låg på 9,77 procent år 2001.